# Nowokotów
Nowokotów (ukr. Новокотів, hist. Kopcze) – wieś położona na Ukrainie, w rejonie łuckim, w obwodzie wołyńskim, w 2001 r. liczyła 320 mieszkańców.